# Huoyanluo
Huoyanluo is een geslacht van spinnen uit de  familie van de Macrobunidae. 

## Soorten
- Huoyanluo ruanxiaoqi Lin & Li, 2024
- Huoyanluo zhangzezhongi Lin & Li, 2024